# Sedmikrásky
Sedmikrásky (no Brasil, As Pequenas Margaridas; também conhecido como Daisies) é um filme checoslovaco de 1966, do género comédia dramática, dirigido e escrito por Věra Chytilová, Ester Krumbachová e Pavel Juráček. Protagonizado por Jitka Cerhová e Ivana Karbanová, a obra cinematográfica é um marco do "cinema novo checo(eslovaco)". O filme foi planeado como uma comédia satírica da decadência burguesa que ataca principalmente aqueles que estão no poder e foi descrito por Chytilová como "um obituário sobre uma visão negativa da vida"
O filme retrata duas jovens melhores amigas que, observando o caos do mundo a sua volta, decidem se tornar más e obscenas, realizando uma série de peripécias, como abusar do tempo e dinheiro de homens que as desejam e comer tudo o que veem pela frente.  

## Sinopse
Duas jovens mulheres, Marie I e Marie II, decidem que devem se tornar más, obscenas e mimadas assim como o mundo em que elas vivem está se tornando. A partir dessa decisão, elas iniciam uma agitada jornada por diferentes lugares realizando atos transgressivos. Elas não levam nada - comida, roupas, homens, guerra - a sério.  As Pequenas Margaridas é um dos filmes mais radicais da chamada Nova Onda do Cinema Checoslovaco (também conhecida como Nouvelle Vague Checa ou Nová Vlna) e mistura forte carga política com um estilo experimental de direção, atuação, edição e narrativa. É considerado um dos grandes filmes do cinema feminista.

## Elenco
- Jitka Cerhová - Marie I
- Ivana Karbanová - Marie II
- Marie Češková - Mulher no banheiro
- Jiřina Myšková - Senhora do banheiro
- Marcela Březinová - Senhora do banheiro
- Julius Albert - Homem mais velho
- Dr. Oldrich Hora - Homem de idade mediana
- Jan Klusák  - Homem mais novo
- Josef Konicek - Dançarino
- Jaromír Vomácka - Homem mais gentil[2]

À época das filmagens de As Pequenas Margaridas, as atrizes que interpretaram as protagonistas (Marie I e Marie II) não eram atrizes profissionais.

## Enredo
A sequência de abertura mostra  um volante girando enquanto ouve-se tiros de aviões metralhando o solo. Os planos dos aviões provêm de material de arquivo, de filmagens da Marinha dos EUA no Pacific Theatre durante a Segunda Guerra Mundial. A primeira cena mostra as duas personagens principais, Marie I e Marie II, de maiô, sentadas lado a lado. A conversa delas é robótica, elas falam sobre “serem más” uma vez que o mundo também “é mau”. A próxima cena mostra Marie I e Marie II dançando na frente de uma árvore. A árvore tem muitos frutos e se assemelha à Árvore do Conhecimento do Bem e do Mal. Assim que Marie I come da árvore, as duas caem e aparecem em seu apartamento.
Em uma longa sequência de cenas, as garotas saem com uma série de homens mais velhos. Em cada encontro, as garotas se divertem e comem enquanto zombam de seus companheiros. Quando os homens perdem a paciência, Marie I e Marie dizem que estão atrasadas para pegar um trem. Os homens as acompanham até a estação e elas os abandonam por lá. 
As garotas eventualmente vão para uma boate de Praga, onde elas atrapalham um show de dança no estilo dos anos 1920 e irritam os clientes com suas travessuras bêbadas.
Marie II tenta o suicídio enchendo o apartamento com gás, mas falha porque deixou a janela aberta. Marie II vai ao apartamento de um colecionador de borboletas. Nesta cena, muitas borboletas são mostradas como quadros estáticos. O homem declara repetidamente seu amor a Marie II, a quem chama de Julie. No final, ela diz que quer comer. Em cenas posteriores, as duas garotas perambulam por várias salas enquanto ouvem seus pretendentes professarem amor por elas ao telefone. Essas cenas são acompanhadas por filmagens das personagens destruindo comidas com formatos fálicos, entre outras. 
Em um momento, as meninas encontram uma mulher mais velha que comenta como ela sente falta da juventude. As meninas esperam um momento em que a senhora sai do cómodo e então a roubam e vão embora. Depois disso,  elas filosofam sobre suas ações, pensamento desencadeado pelo furto. 
Mais tarde, Marie I e Marie II vão até uma fábrica. O prédio parece abandonado. Elas procuram alimento e acidentalmente encontram um banquete. Elas comem a comida, bagunçam e destroem a sala. Começam uma guerra de comida e no meio dela fazem um desfile de moda, pisando sobre os pratos de comida. Fica implícito que esse banquete havia sido preparado para alguém, entretanto não se vê ninguém ali além das personagens. Elas sobem em cima do lustre e balançam nele. Nesse momento o filme corta para elas caindo na água do mar. Elas voltam para a sala do banquete e tentam limpar tudo quando percebem a bagunça que fizeram e a problemática de seus comportamentos inconsequentes, porém são incapazes de limpar a bagunça que fizeram. Quando terminam a “limpeza”, se deitam na mesa. O lustre, então, cai sobre as duas garotas, provavelmente esmagando-as.
O filme termina com gravações de guerra semelhantes ao início e fecha com uma epígrafe que diz que o filme é "dedicado àqueles que só ficam chateados por causa de alface pisoteado”.

## Temas e Estilo
Ao longo do filme, as duas personagens principais refletem sobre juventude, felicidade, existência e privilégio. O filme tem uma estrutura de enredo que difere muito de construções clássicas de narrativa. A relação entre cenas e planos não é de causa e efeito. As cenas vão de uma para a outra caoticamente, sem senso de causalidade ou conexão grande entre os eventos e episódios. Formalmente, o filme alterna entre preto e branco, cores e filmagens saturadas e distorcidas. Muitas cenas incluem elementos de colagem, e os personagens passam uma parte significativa do filme comendo ou brincando com comida, sendo esse um elemento poético e simbólico importante na obra. As Pequenas Margaridas é constantemente referenciado enquanto um filme feminista, pela subversão da representação da feminilidade em Marie I e Marie II, tanto em seus aspectos estéticos quanto comportamentais, e suas ações perante a sociedade, especialmente perante os homens que passam por elas. 
O filme apresenta diversas referências surrealistas e dadaístas, a exemplo da decoração dos quartos das meninas, das roupas coloridas que usam, dos cenários vibrantes, papel da direção de arte de Karel Lier e dos figurinos de Ester Krumbachová, que em entrevista disse que os figurinos precisam contar uma história por si sós. 

## Produção
De maneira geral, em As Pequenas Margaridas, Chytilová rompe de maneira radical com o realismo cinematográfico - tal qual diversos outros diretores do cinema político vanguardista da década de 1960 -, criando uma obra que para além de não narrativa, pode ser lida também como dadaísta.
Ao longo do filme, a diretora adota procedimentos fotográficos e de montagem que buscam gerar não apenas um senso de anarquia, mas também, uma desconexão interna, em que um evento presenciado no filme, não raro, tem pouca ou nenhuma relação com aquela que a precede. Nesse viés, o filme varia entre momentos em que a imagem é colorida, para momentos em que é preto-e-branca, para outros em que filtros de cor são aplicados. Assim como o filme é montado de maneira a não gerar um senso de causalidade entre uma sequência e outra, mas sim um senso de aleatoriedade.
Na esfera sonora, destaca-se ainda, o design que utiliza ruídos, não raro desconexos do que se vê em tela, e de sonoridades ligadas aos mais diferentes géneros musicais, desde o industrial, até o jazz. O trabalho sonoro do filme é entendido como uma inspiração para outros filmes que também se propuseram a romper com o realismo cinematográfico, a exemplo do trabalho de Alan Splet em Eraserhead.

## Recepção

### Doméstica
O filme foi recebido positivamente pela audiência checa e pelos críticos.O crítico de cinema Antonín J. Liehm escreveu que As Pequenas Margaridas foi "um filme marcante não apenas pelos espectadores que apreciam a significância artística dele, mas também por aqueles que só querem ser entretidos e possam perder sua magnitude à primeira vista". O escritor Milan Kundera disse que o filme é "magistralmente feito", e escreveu que a "monstruosidade das personagens principais foi retratada elegantemente, poeticamente, de forma análoga a sonhos e lindamente, mas sem se tornar menos monstruosa". O filme ganhou o Prêmio Trilobit de Melhor Filme Checoslovaco de 1966 pela União de Filme e TV. Apesar disso, após ser criticado pelo político comunista checoslovaco Jaroslav Pružinec durante interpelações em maio de 1967, o filme foi retirado de todos os grandes cinemas por "retratar o devasso", e só foi projetado em pequenas exibições.  Apesar de o filme ser constantemente associado ao surrealismo, os surrealistas checos contemporâneos ao lançamento do filme o viram com desprezo. 

### Internacional
O filme foi muito bem-recebido na Europa. O jornalista francês Pierre Billard, escrevendo para a L'Express, comparou As Pequenas Margaridas com os filmes de Mack Sennett e Irmãos Marx, e o chamou de "uma grande celebração de absurdos com uma fineza técnica e uma direção de arte maravilhosa tão raramente alcançada". Na imprensa dos Estados Unidos, a recepção foi, em sua maioria, negativa. Bosley Crowther escreveu no The New York Times: "Uma farsa pretensiosamente excêntrica e laboriosamente exagerada sobre duas playgirls que são completamente vazias. Suas tentativas de humor e sátira simplesmente não funcionam."
As Pequenas Margaridas tem a classificação mais alta entre os filmes checos em um agregador online de listas de "melhores de" dos críticos, chamado They Shoot Pictures Don't They. O filme foi também listado como o sexto melhor filme dirigido por uma mulher em uma enquete da BBC que foi lançada em 26 de novembro de 2019. 

## Prémios
- Prêmio Trilobit de Melhor Filme Checoslovaco de 1966[21]
- Grand Prix da Associação Belga de Críticos de Cinema por melhor filme de 1968.

## Disponibilidade
No território brasileiro, As Pequenas Margaridas está disponível para streaming no serviço Supo Mungam.